# Nun (rzeka)
Nun – rzeka w południowej Nigerii licząca 160 km długości. Po rozwidleniu Nigru na początku jego delty na Nun i Forcados płynie przez rzadko zaludnione i bagniste tereny porośnięte tropikalną roślinnością oraz przez piaszczyste obszary nadbrzeżne, następnie skręca na południowy zachód i w Akassa uchodzi do Zatoki Gwinejskiej.
W XIX wieku rzeka była wykorzystywana jako wodny szlak handlowy. Na początku XIX wieku handel dotyczył głównie niewolników, później zaś Nun stał się szlakiem eksportowym dla oleju palmowego. Około 1900 roku namuł nagromadzony u ujścia rzeki zamknął do niej dostęp i znaczenie Nun zmalało na rzecz rzeki Forcados. Po odkryciu ropy naftowej nad brzegami Nun w 1963 podjęto budowę transnigeryjskiego rurociągu transportującego ropę z terenów nad Nun do miejscowości Rumuekpe.